# Stare Miasto (Bratysława)

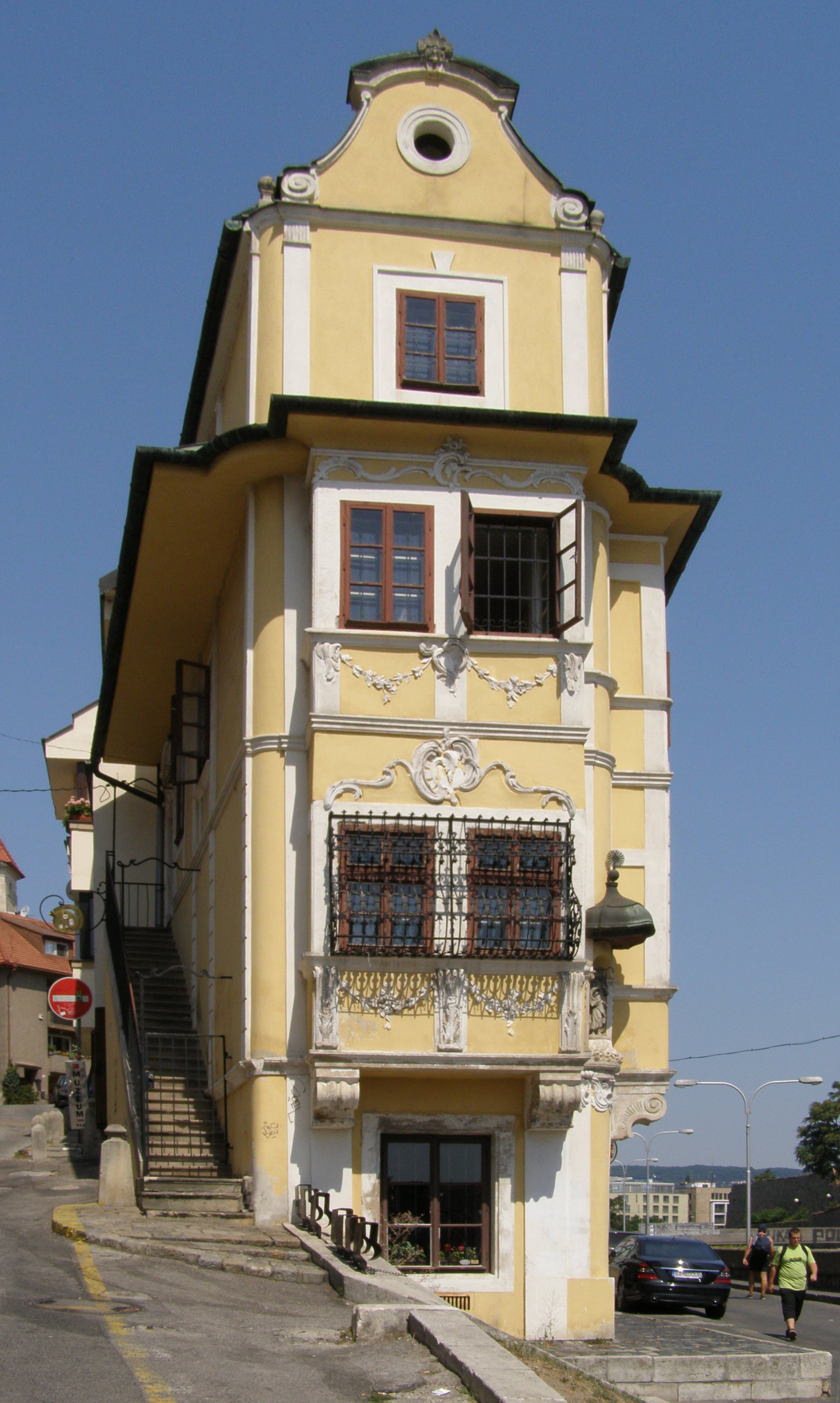
Dom u Dobrego Pasterza

Stare Miasto (słow. Staré Mesto, niem. Altstadt, Pressburger Altstadt, węg. Pozsony-Óváros) – dzielnica Bratysławy, stanowiąca historyczne centrum. Jest równoznaczna z powiatem Bratysława I.
Stare Miasto pełne jest instytucji państwowych oraz najcenniejszych zabytków stolicy Słowacji. Koncentruje się tutaj ruch turystyczny miasta. Od południa ogranicza je rzeka Dunaj, od zachodu granicą jest Dolina Młyńska (Mlynská dolina)

## Stare Miasto dawniej
W przeszłości obok właściwego Starego Miasta, ograniczonego murami miejskimi, istniało jeszcze Podgrodzie (Podhradie, niem. Schlossgrund, Zuckermantel, Zuckermandel, węg. Pozsony-Várallya), rozciągające się pod wzgórzem zamkowym. Obecnie w większości nie istnieje – zostało zniszczone w latach 70. XX wieku (m.in. zburzono przepiękną Synagogę Neologiczną – przykład architektury mauretańskiej), podczas budowy Nowego Mostu oraz wielopasmowej drogi. Okolice zamku wraz z zabudową nad Dunajem były również określane jako Theresienstadt (węg. Teréz-város). Imię cesarzowej Marii Teresy nosiła również ulica nad Dunajem – Maria Theresia strasse, obecnie Nábrežíe arm. gen. Ľ. Svobodu. Z kolei obszar Bratysławy pomiędzy Pałacem Grasalkoviča a König Ludwik platz (dzisiaj Hurbanovo nám.) na niektórych mapach zaznaczano jako Ferdinandstadt lub Nándor-város.
Na placu Ľudovíta Štúra (Námestie Ľudovíta Štúra), wówczas noszącym nazwę Krönungshügelplatz (węg. Koronázásidomb-tér) w latach 1897-1921 stał pomnik konny Marii Teresy.

## Podział dzielnicy i zabytkowe obiekty znajdujące się na jej terenie
Zachodnią część dzielnicy stanowi wzgórze Slavín z pomnikiem i cmentarzem żołnierzy Armii Czerwonej, którzy polegli w czasie zdobywania Bratysławy z początkiem kwietnia 1945 roku, oraz Park Górski (Horský park) i osiedla willowe, przy których mieszczą się liczne ambasady. Najważniejszym obiektem tej części Starego Miasta jest Zamek Bratysławski, wznoszący się na wzgórzu.
Wschodnia część dzielnicy to właściwe Stare Miasto, rozrośnięte wokół rynku (Hlavné námestie) z gotyckim ratuszem oraz Studnią Maksymiliana (popularnie zwaną Fontanną Rolanda). Zabytkowe obiekty Starego Miasta świadczą o bogatej przeszłości tej części Bratysławy, której szczyt przypadł na okres, kiedy była stolicą Węgier od XVI do XIX wieku.
Pałace:
- Pałac Prymasowski (Primaciálny palác) – klasycystyczny budynek z II poł. XVIII wieku, jeden z najpiękniejszych w Bratysławie,
- Letni Pałac Arcybiskupi (Letný arcibiskupský palác) – siedziba Rady Ministrów,
- Pałac Grasalkoviča (Grasalkovičov palác, też Grassalkovichov palác) – siedziba prezydenta Słowacji,
- rokokowy Pałac Mirbacha (Mirbachov palác) – Galeria Miasta Bratysławy,
- barokowy (luksusowy) Pałac Erdödyho (Erdödyho palác) z restauracją i pubem,
- rokokowy Pałac Balassa (Balassov palác),
- Pałac Aponyego (Aponyho palác, też Apponyiho palác),
- klasycystyczny Pałac Csákyego (Csákyho palác),
- Pałac Kutscherfelda (Kutscherfeldov palác) – obecnie siedziba Instytutu Francuskiego i Ambasady Francji na Słowacji,
- Pałac Leopolda de Pauliho (Palác Leopolda de Pauliho) – w którym w latach 1802-1848 zbierał się sejm węgierski,
- barokowy Pałac Pálffyego (Pálfiho palác, też Pálffyho palác) – koncertował w nim Wolfgang Amadeus Mozart,
- Pałac Zichyego (Zičiho palác, też Zichyho palác) – z XVIII wieku,
- Pałac Eszterházyego (Esterházyho palác) – obecnie część Słowackiej Galerii Narodowej,
- Pałac Keglevicha (Keglevichov palác),
- Pałac Jeszenáka (Jeszenákov palác).

Obiekty sakralne:
- gotycka konkatedra św. Marcina (Dóm svätého Martina) – kościół koronacyjny królów węgierskich,
- kościół i klasztor franciszkanów (Františkánsky kostol a kláštor),
- barokowy kościół Trynitarzy,
- secesyjny "Niebieski Kościółek",
- modernistyczna synagoga.

Inne zabytkowe budynki:
- Brama Michalska - jedyna ocalała z dawnych bram miejskich,
- Słowacki Teatr Narodowy (Slovenské národné divadlo) – budynek w stylu eklektycznym z II połowy XIX wieku,
- stare budynki uniwersytetu (Universitatis Istropolitana, błędnie zwany Academia Istropolitana),
- rokokowy Dom u Dobrego Pasterza (Dom U dobrého pastiera) – jeden z najwęższych domów w Europie,
- hotel "Carlton" z okresu międzywojennego,
- Stary Most.

W obrębie dzielnicy znajduje się wiele muzeów i galerii. W okolicach Nowego Mostu ulokowano przystań dla wycieczkowych statków pasażerskich - można stąd popłynąć do Devína, zapory w Gabčíkovie, Wiednia czy Budapesztu.
Najważniejsze ulice i place Starego Miasta to Obchodná ulica (czyli "Handlowa" – deptak pełen knajp, pubów i restauracji), rozległy deptak Hviezdoslavovo námestie (z hotelem Carlton i Teatrem Narodowym), Františkánske námestie (ciągnące się od rynku, zabudowane zabytkowymi kamienicami), Námestie SNP, ulica Michalská (ciągnąca się od Bramy Michalskiej) oraz Kamenné námestie przy którym znajduje się Tesco, jedyny położony w centrum hipermarket.
W północnej części dzielnicy (na pograniczu z Nowym Miastem) znajduje się główny dworzec kolejowy w Bratysławie - Bratislava hlavná stanica.

## Galeria zdjęć Starego Miasta

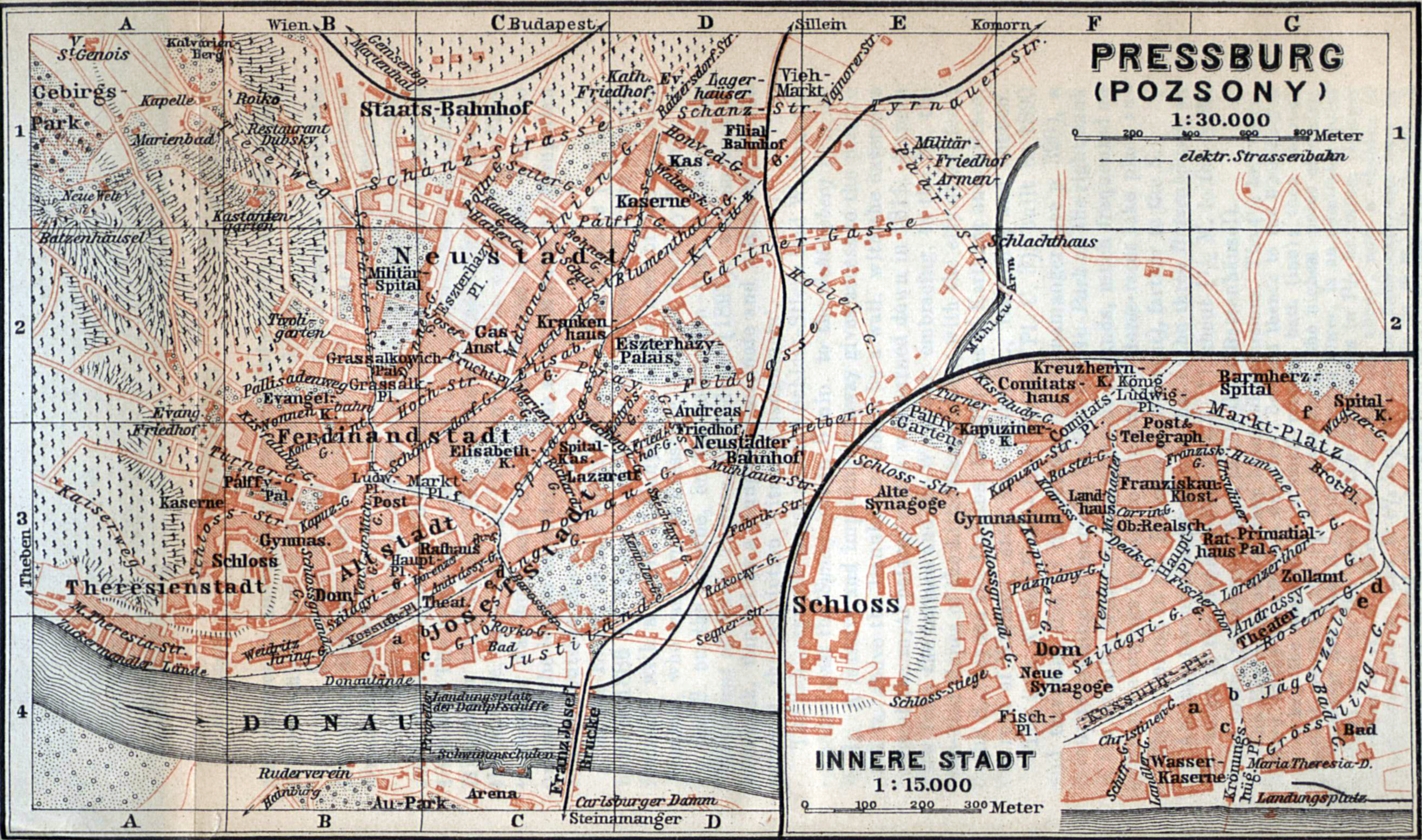
Mapa Bratysławy z 1905 roku z zaznaczonym ówczesnym Starym Miastem
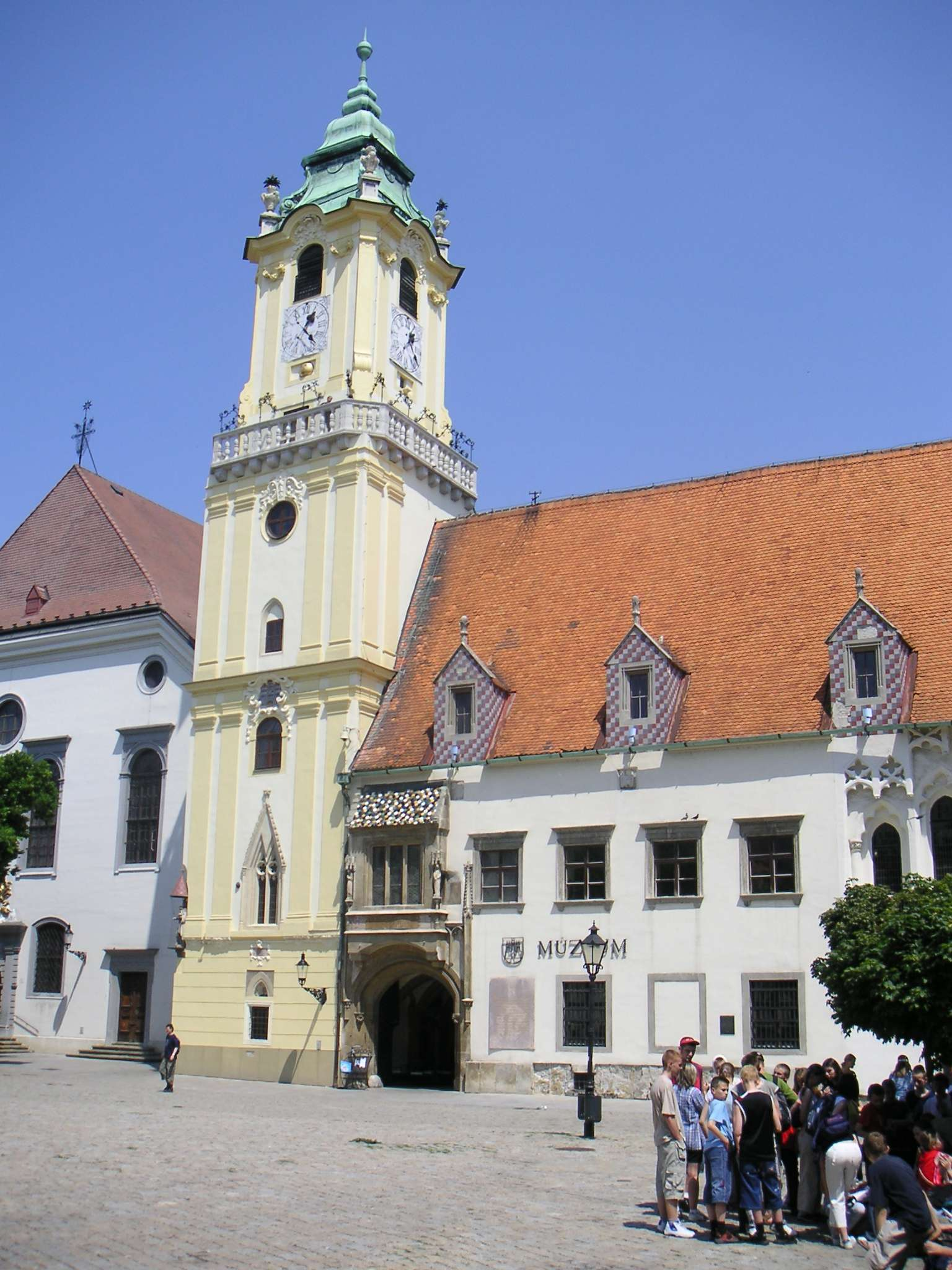
Ratusz na rynku
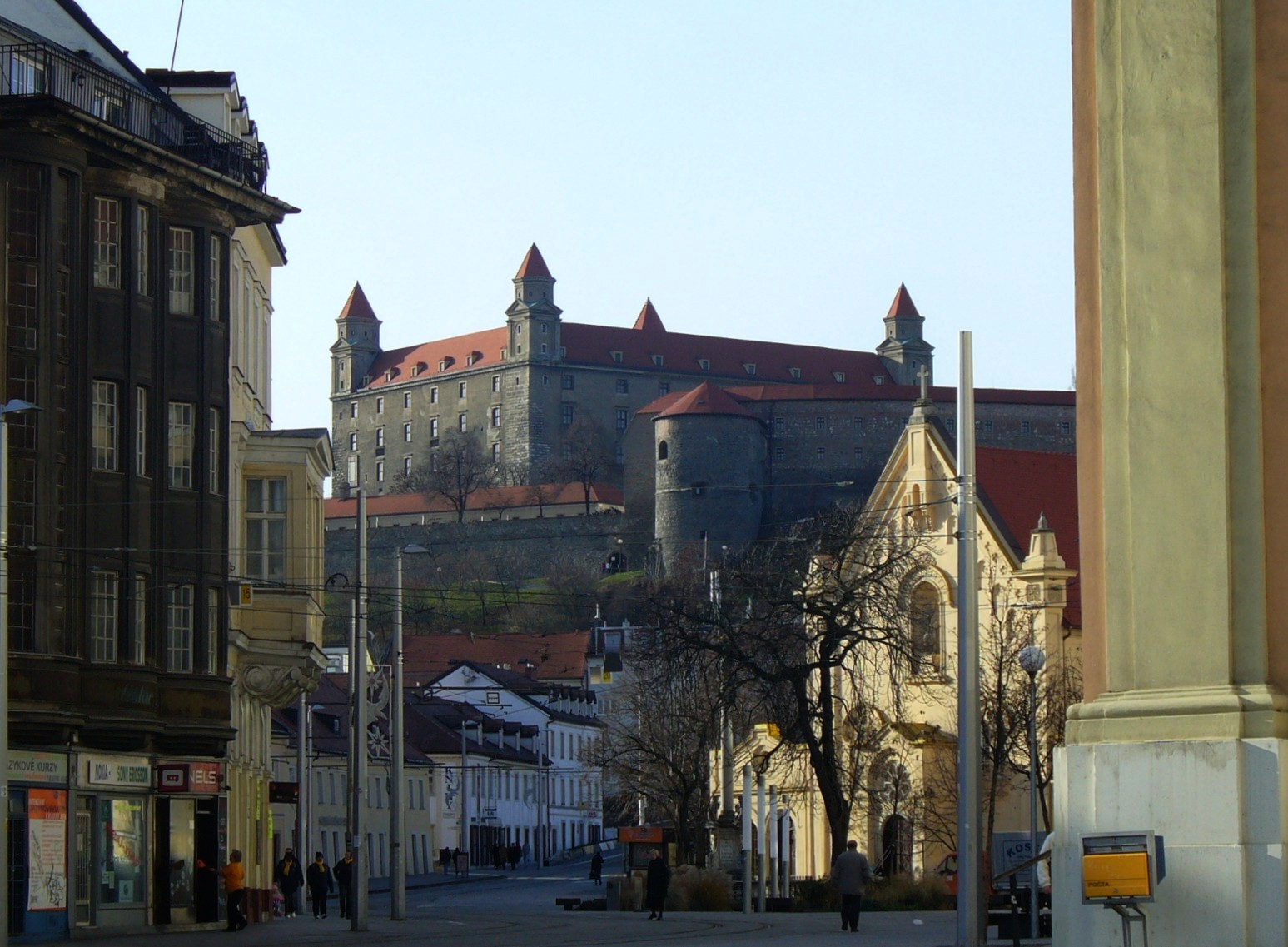
Ulica Kapucyńska, w tle bratysławski zamek
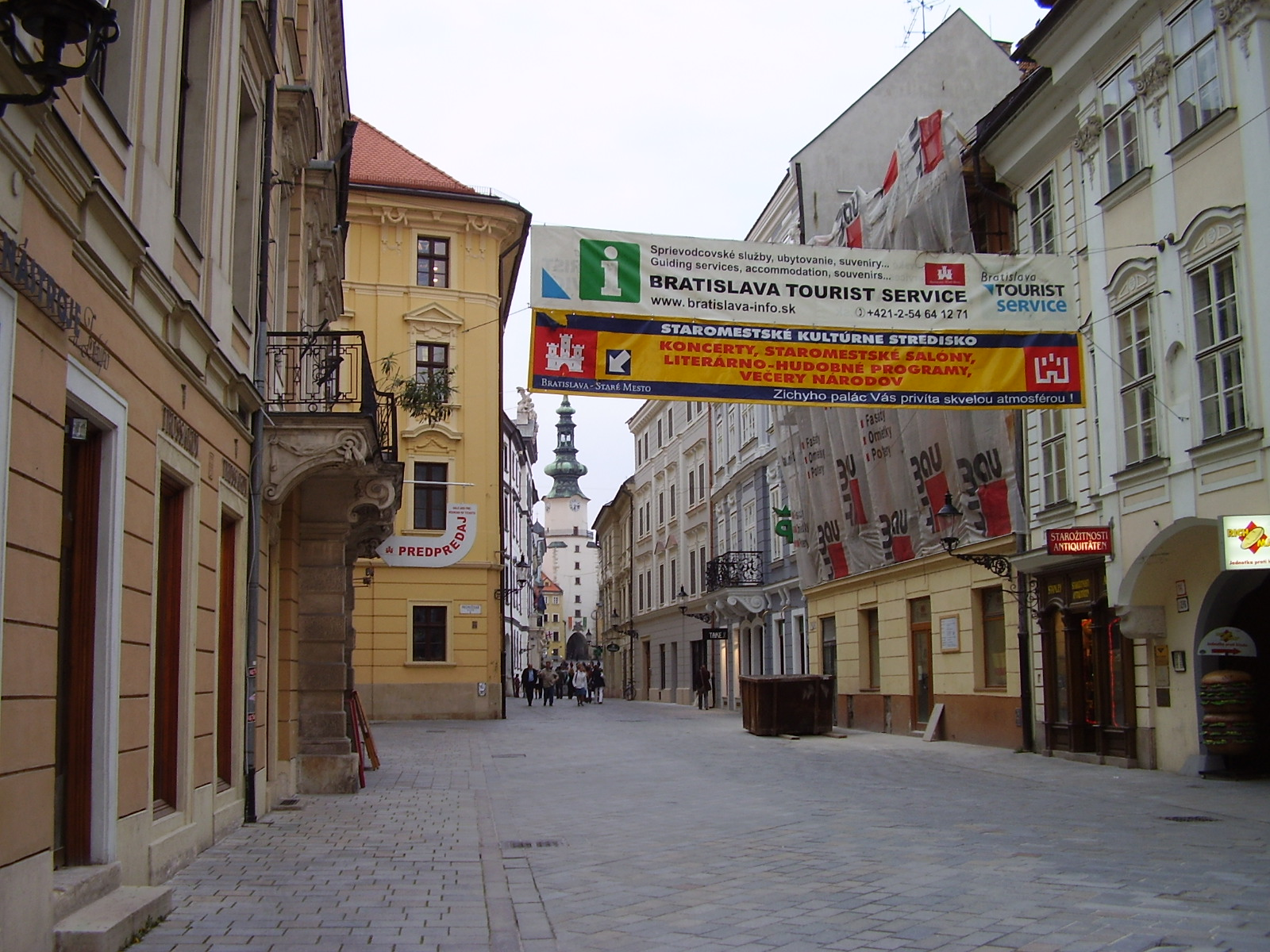
Ulica Michalska i Venturska
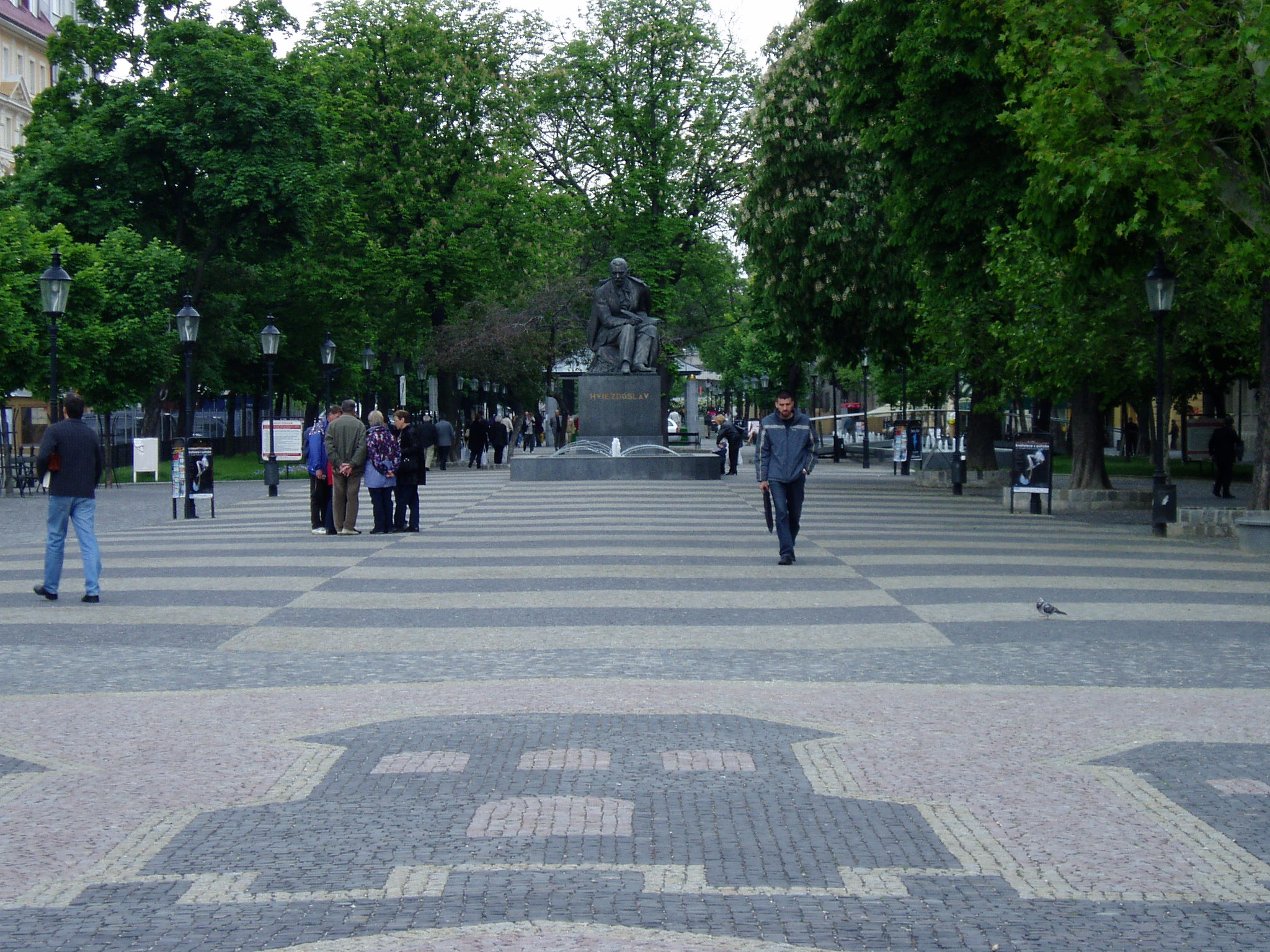
Hviezdoslavovo námestie
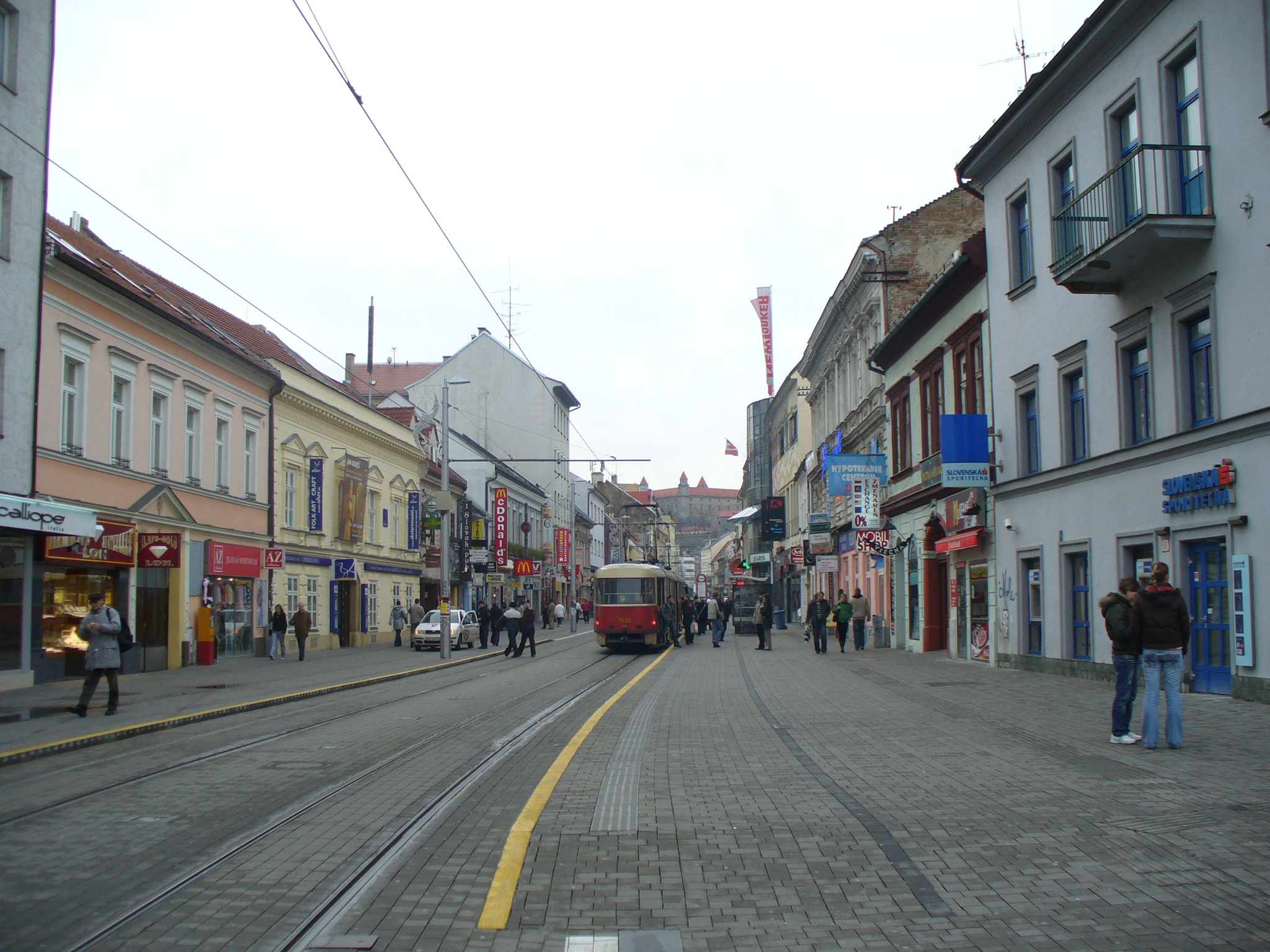
Ulica Obchodna
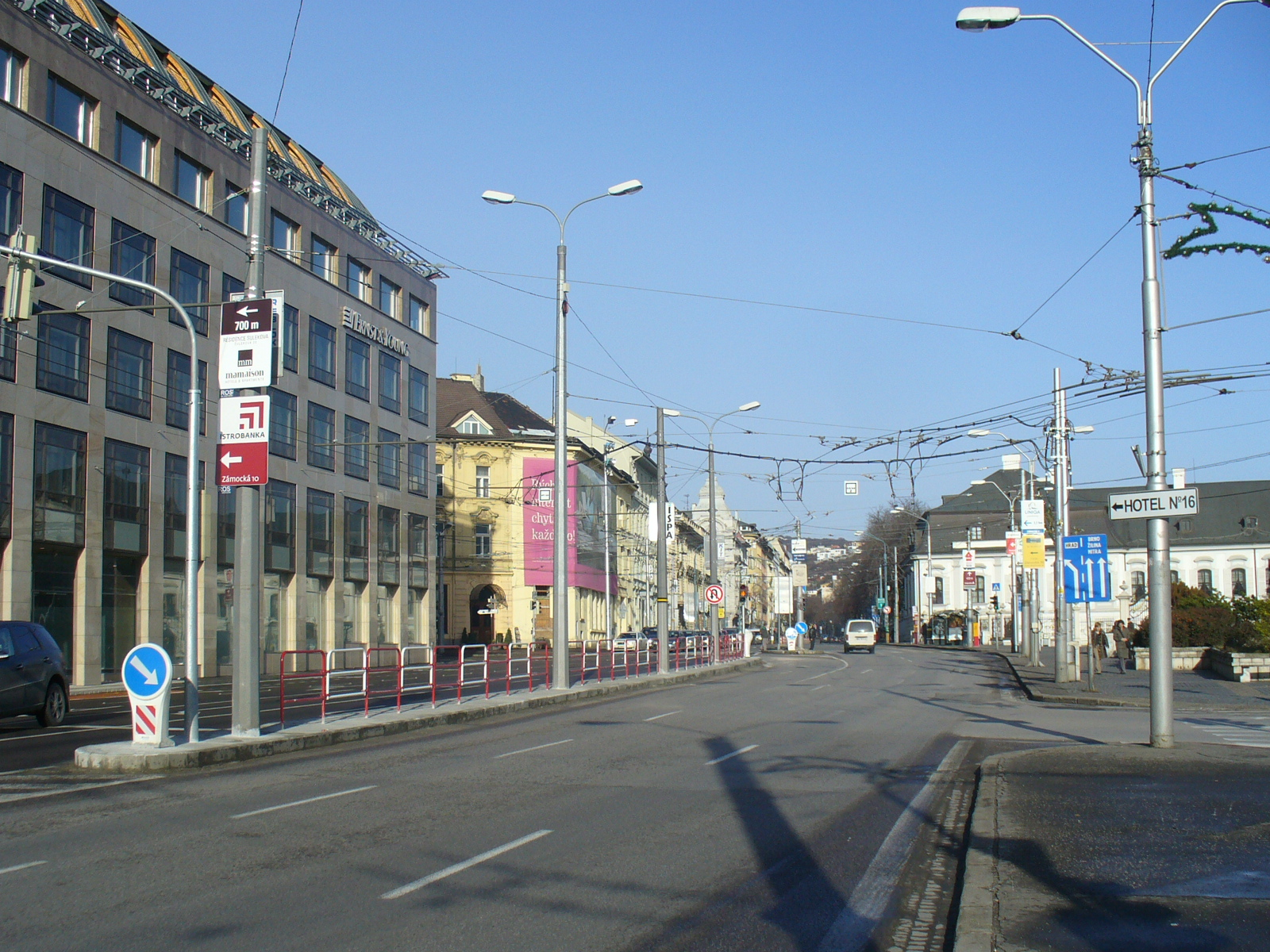
Ulica Štefánikova na wysokości pałacu prezydenckiego